# Карл Біргер Блумдаль
Карл Біргер Блумдаль (швед. Karl Birger Blomdahl; 19 жовтня 1916, Векше — 14 червня 1968, Кунгсенген) — шведський композитор і диригент.

## Біографія
Спочатку вивчав біохімію, потім навчався у стокгольмській Королівській академії музики у Хільдінга Русенберга (композиція), вивчав також диригування у Тура Манна. У перші повоєнні роки стажувався в Римі та Парижі, зазнавши сильного впливу Пауля Гіндеміта, що особливо позначилося в скрипковому концерті (1948).
Потім повернувся до Швеції. З 1954 року очолював Стокгольмський камерний оркестр. У 1960—1964 pp. професор композиції у Королівській академії музики, з 1965 р. був музичним керівником Шведського радіо.
Блумдалю належать опери «Аніара» (швед. Aniara, 1958, за однойменною фантастичною поемою Гаррі Мартінсона) і «Пан фон Ханкен» (нім. Herr von Hancken, 1962, за однойменним романом Ялмара Бергмана), обидві на лібрето, Еріка Ліндгрена, а також три балети. На вірші Ліндегрена написано й низку вокальних і хорових творів Блумдаля, зокрема кантата «У дзеркальному залі» (швед. I speglarnas sal; 1952), а кантата «Анабасис» (1956) створена на основі однойменної поеми Сен-Жон Перса. З трьох симфоній Блумдаля виділяється третя (1950). Крім того, йому належать різні камерні твори, кіномузика (зокрема до фільму Інгмара Бергмана «Вечір блазнів», 1953).
Шведська газета «Nordstjernan», що виходить у США, включила Блумдаля до списку «Сто найбільш впливових шведів за тисячу років» з поясненням: «Найобдарованіший і різносторонній шведський композитор нового часу».